# Théodore Edme Mionnet
Théodore Edme Mionnet (Parigi, 9 febbraio 1770 – Parigi, 5 maggio 1842) è stato un numismatico francese.

## Biografia
Mionnet studiò a Parigi, al Collège du Cardinal le Moine e in seguito alla École de droit. Dopo quattro anni di pratica legale e un breve periodo nell'esercito, da cui si congedò per il cattivo stato di salute, nel 1800 divenne assistente al Cabinet des médailles della Bibliothèque Nationale, e in questa veste iniziò a catalogare le collezioni. Viaggiò in Italia, fece diversi interessanti ritrovamenti numismatici e nel 1830 divenne membro della Académie des inscriptions et belles-lettres.
A Mionnet si deve l'ideazione di una scala, che da lui prende nome, per misurare il diametro delle monete, utilizzata da diversi autori nel XIX secolo.

## Pubblicazioni
- Description des médailles antiques, grecques et romaines (1806–30, in 17 voll.)
- De la rareté et du prix des médailles romaines (1815; 3ª ed. 1847)